# Cortège du tsar au bois de Boulogne
 (juillet 2025).
Pour plus de détails, voir Fiche technique et Distribution.
Cortège du tsar allant au bois de Boulogne est un film de Georges Méliès, sorti en 1896. Actuellement, le film est considéré comme perdu. Méliès filme une partie du voyage du tsar Nicolas II de Russie en France, lors d'un passage au bois de Boulogne, à Paris.